# Tour d'Italie 2005
Le Tour d'Italie 2005 s'est déroulé du 7 au 29 mai sur 3 498 km. Il est parti de Reggio de Calabre, en Calabre, dans l'extrême sud de l'Italie. C'était la 88e édition du Giro depuis le début de l'épreuve en 1909. Elle a été remportée par l'Italien Paolo Savoldelli.
Cette épreuve fait partie du ProTour 2005.

## Résumé
La première semaine confirme l'excellente forme de Danilo Di Luca, qui remporte 2 étapes. Il en va de même pour Robbie McEwen (3 étapes) et Paolo Bettini (1 étape). Ainsi, le maillot rose va longtemps être balloté entre ces trois coureurs. Mais c'est avec la première étape de montagne que les prétendants au classement final s'affirment. On y voit Ivan Basso au meilleur niveau, mais c'est Paolo Savoldelli qui l'emporte à Zoldo Alto. Quant à Danilo Di Luca, il se montre à un très haut niveau en haute montagne en se classant quatrième de l'étape. La grande déception vient du vainqueur sortant, Damiano Cunego, qui perd plus de 6 minutes et toute chance de gagner à nouveau le giro. À cet instant de la course, on imagine Ivan Basso remporter ce Giro, d'autant qu'il revêt le maillot rose. Pourtant, une gastro-entérite lui fera perdre tout espoir. Ainsi, il décomptera près de 42 minutes sur le vainqueur lors de la 14e étape. Il laisse donc le champ libre à Paolo Savoldelli qui, malgré les attaques de Gilberto Simoni et José Rujano, remporte ce Tour d'Italie 2005 avec un écart minime sur ses 2 poursuivants au classement général.
On notera le baroud d'honneur d'Ivan Basso qui remporte les 17e et 18e étapes. De plus, la quatrième place de Danilo Di Luca que l'on n'attendait pas à ce niveau lors d'un grand tour, le place plus que jamais leader du classement ProTour.

## Étapes
| Étape     | Date   | Villes étapes                     | km       | Vainqueur d'étape   | Leader du classement général |
| Prologue  | 7 mai  | Reggio Calabria                   | 1,15 CLM | Brett Lancaster     | Brett Lancaster              |
| 1re étape | 8 mai  | Reggio Calabria - Tropea          | 208      | Paolo Bettini       | Paolo Bettini                |
| 2e étape  | 9 mai  | Catanzaro - Santa Maria del Cedro | 182      | Robbie McEwen       | Robbie McEwen                |
| 3e étape  | 10 mai | Diamante - Giffoni                | 205      | Danilo Di Luca      | Paolo Bettini                |
| 4e étape  | 11 mai | Giffoni - Frosinone               | 211      | Luca Mazzanti       | Paolo Bettini                |
| 5e étape  | 12 mai | Celano - L'Aquila                 | 223      | Danilo Di Luca      | Danilo Di Luca               |
| 6e étape  | 13 mai | Viterbe - Marina di Grosseto      | 153      | Robbie McEwen       | Paolo Bettini                |
| 7e étape  | 14 mai | Grosseto - Pistoia                | 211      | Koldo Gil           | Danilo Di Luca               |
| 8e étape  | 15 mai | Lamporecchio - Florence           | 45 CLM   | David Zabriskie     | Danilo Di Luca               |
| 9e étape  | 16 mai | Florence - Ravenne                | 139      | Alessandro Petacchi | Danilo Di Luca               |
| 10e étape | 18 mai | Ravenne - Rossano Veneto          | 212      | Robbie McEwen       | Danilo Di Luca               |
| 11e étape | 19 mai | Marostica - Zoldo Alto            | 150      | Paolo Savoldelli    | Ivan Basso                   |
| 12e étape | 20 mai | Alleghe - Rovereto                | 178      | Alessandro Petacchi | Ivan Basso                   |
| 13e étape | 21 mai | Mezzocorona - Ortisei             | 218      | Iván Parra          | Paolo Savoldelli             |
| 14e étape | 22 mai | Egna - Livigno                    | 210      | Iván Parra          | Paolo Savoldelli             |
| 15e étape | 23 mai | Livigno - Lissone                 | 205      | Alessandro Petacchi | Paolo Savoldelli             |
| 16e étape | 25 mai | Lissone - Varazze                 | 210      | Christophe Le Mével | Paolo Savoldelli             |
| 17e étape | 26 mai | Varazze - Limone Piemonte         | 194      | Ivan Basso          | Paolo Savoldelli             |
| 18e étape | 27 mai | Chieri - Turin                    | 34 CLM   | Ivan Basso          | Paolo Savoldelli             |
| 19e étape | 28 mai | Savigliano - Sestrières           | 190      | José Rujano         | Paolo Savoldelli             |
| 20e étape | 29 mai | Albese con Cassano - Milan        | 119      | Alessandro Petacchi | Paolo Savoldelli             |

## Classements finals

### Classement général final
| \| Classement général \| Classement général \| Classement général \| Classement général \| Classement général \| \| Coureur \| Coureur \| Pays \| Équipe \| Temps \| \| ------------------ \| ------------------ \| ------------------ \| ------------------------------- \| ------------------ \| \| 1er \| Paolo Savoldelli \| Italie \| Discovery Channel \| 91 h 25 min 51 s \| \| 2e \| Gilberto Simoni \| Italie \| Lampre-Caffita \| + 28 s \| \| 3e \| José Rujano \| Venezuela \| Colombia-Selle Italia \| + 45 s \| \| 4e \| Danilo Di Luca \| Italie \| Liquigas-Bianchi \| + 2 min 42 s \| \| 5e \| Juan Manuel Gárate \| Espagne \| Saunier Duval-Prodir \| + 3 min 11 s \| \| 6e \| Serhiy Honchar \| Ukraine \| Domina Vacanze-De Nardi \| + 4 min 22 s \| \| 7e \| Vladimir Karpets \| Russie \| Illes Balears \| + 11 min 15 s \| \| 8e \| Pietro Caucchioli \| Italie \| Crédit Agricole \| + 11 min 38 s \| \| 9e \| Marzio Bruseghin \| Italie \| Fassa Bortolo \| + 11 min 40 s \| \| 10e \| Emanuele Sella \| Italie \| Ceramica Panaria-Navigare \| + 12 min 33 s \| \| 11e \| Wim Van Huffel \| Belgique \| Davitamon-Lotto \| + 13 min 49 s \| \| 12e \| Markus Fothen \| Allemagne \| Gerolsteiner \| + 14 min 42 s \| \| 13e \| Dario Cioni \| Italie \| Liquigas-Bianchi \| + 15 min 26 s \| \| 14e \| Daniel Atienza \| Espagne \| Cofidis-Le Crédit par Téléphone \| + 15 min 52 s \| \| 15e \| Tadej Valjavec \| Slovénie \| Phonak Hearing Systems \| + 19 min 22 s \| \| 16e \| Unai Osa \| Espagne \| Illes Balears \| + 20 min 46 s \| \| 17e \| Samuel Sánchez \| Espagne \| Euskaltel-Euskadi \| + 21 min 55 s \| \| 18e \| Damiano Cunego \| Italie \| Lampre-Caffita \| + 24 min 05 s \| \| 19e \| Giampaolo Caruso \| Italie \| Liberty Seguros-Würth \| + 24 min 29 s \| \| 20e \| Iván Parra \| Colombie \| Colombia-Selle Italia \| + 25 min 37 s \| \| 21e \| Alexandr Kolobnev \| Russie \| Rabobank \| + 34 min 50 s \| \| 22e \| Patxi Vila \| Espagne \| Lampre-Caffita \| + 38 min 17 s \| \| 23e \| Patrice Halgand \| France \| Crédit Agricole \| + 44 min 55 s \| \| 24e \| Wladimir Belli \| Italie \| Domina Vacanze-De Nardi \| + 46 min 19 s \| \| 25e \| Matthias Kessler \| Allemagne \| T-Mobile \| + 50 min 49 s \| |                    |           |                                 |                  |
| |                    |           |                                 |                  |
| Source : ProCyclingStats |                    |           |                                 |                  |
| Classement général |                    |           |                                 |                  |
| Coureur | Coureur            | Pays      | Équipe                          | Temps            |
| 1er | Paolo Savoldelli   | Italie    | Discovery Channel               | 91 h 25 min 51 s |
| 2e | Gilberto Simoni    | Italie    | Lampre-Caffita                  | + 28 s           |
| 3e | José Rujano        | Venezuela | Colombia-Selle Italia           | + 45 s           |
| 4e | Danilo Di Luca     | Italie    | Liquigas-Bianchi                | + 2 min 42 s     |
| 5e | Juan Manuel Gárate | Espagne   | Saunier Duval-Prodir            | + 3 min 11 s     |
| 6e | Serhiy Honchar     | Ukraine   | Domina Vacanze-De Nardi         | + 4 min 22 s     |
| 7e | Vladimir Karpets   | Russie    | Illes Balears                   | + 11 min 15 s    |
| 8e | Pietro Caucchioli  | Italie    | Crédit Agricole                 | + 11 min 38 s    |
| 9e | Marzio Bruseghin   | Italie    | Fassa Bortolo                   | + 11 min 40 s    |
| 10e | Emanuele Sella     | Italie    | Ceramica Panaria-Navigare       | + 12 min 33 s    |
| 11e | Wim Van Huffel     | Belgique  | Davitamon-Lotto                 | + 13 min 49 s    |
| 12e | Markus Fothen      | Allemagne | Gerolsteiner                    | + 14 min 42 s    |
| 13e | Dario Cioni        | Italie    | Liquigas-Bianchi                | + 15 min 26 s    |
| 14e | Daniel Atienza     | Espagne   | Cofidis-Le Crédit par Téléphone | + 15 min 52 s    |
| 15e | Tadej Valjavec     | Slovénie  | Phonak Hearing Systems          | + 19 min 22 s    |
| 16e | Unai Osa           | Espagne   | Illes Balears                   | + 20 min 46 s    |
| 17e | Samuel Sánchez     | Espagne   | Euskaltel-Euskadi               | + 21 min 55 s    |
| 18e | Damiano Cunego     | Italie    | Lampre-Caffita                  | + 24 min 05 s    |
| 19e | Giampaolo Caruso   | Italie    | Liberty Seguros-Würth           | + 24 min 29 s    |
| 20e | Iván Parra         | Colombie  | Colombia-Selle Italia           | + 25 min 37 s    |
| 21e | Alexandr Kolobnev  | Russie    | Rabobank                        | + 34 min 50 s    |
| 22e | Patxi Vila         | Espagne   | Lampre-Caffita                  | + 38 min 17 s    |
| 23e | Patrice Halgand    | France    | Crédit Agricole                 | + 44 min 55 s    |
| 24e | Wladimir Belli     | Italie    | Domina Vacanze-De Nardi         | + 46 min 19 s    |
| 25e | Matthias Kessler   | Allemagne | T-Mobile                        | + 50 min 49 s    |

### Classements annexes finals
| Classement par points | Classement par points | Classement par points | Classement par points | Classement par points |
| Coureur               | Coureur               | Pays                  | Équipe                | Points                |
| --------------------- | --------------------- | --------------------- | --------------------- | --------------------- |
| 1er                   | Paolo Bettini         | Italie                | Quick Step-Innergetic | 162 pts               |
| 2e                    | Alessandro Petacchi   | Italie                | Fassa Bortolo         | 154 pts               |
| 3e                    | Danilo Di Luca        | Italie                | Liquigas-Bianchi      | 136 pts               |
| 4e                    | Paolo Savoldelli      | Italie                | Discovery Channel     | 124 pts               |
| 5e                    | Ivan Basso            | Italie                | CSC                   | 114 pts               |
| 6e                    | Erik Zabel            | Allemagne             | T-Mobile              | 92 pts                |
| 7e                    | José Rujano           | Venezuela             | Colombia-Selle Italia | 89 pts                |
| 8e                    | Isaac Gálvez          | Espagne               | Illes Balears         | 85 pts                |
| 9e                    | Gilberto Simoni       | Italie                | Lampre-Caffita        | 81 pts                |
| 10e                   | Iván Parra            | Colombie              | Colombia-Selle Italia | 80 pts                |

| Classement par points | Classement par points | Classement par points | Classement par points | Classement par points |
| Coureur               | Coureur               | Pays                  | Équipe                | Points                |
| --------------------- | --------------------- | --------------------- | --------------------- | --------------------- |
| 1er                   | Paolo Bettini         | Italie                | Quick Step-Innergetic | 162 pts               |
| 2e                    | Alessandro Petacchi   | Italie                | Fassa Bortolo         | 154 pts               |
| 3e                    | Danilo Di Luca        | Italie                | Liquigas-Bianchi      | 136 pts               |
| 4e                    | Paolo Savoldelli      | Italie                | Discovery Channel     | 124 pts               |
| 5e                    | Ivan Basso            | Italie                | CSC                   | 114 pts               |
| 6e                    | Erik Zabel            | Allemagne             | T-Mobile              | 92 pts                |
| 7e                    | José Rujano           | Venezuela             | Colombia-Selle Italia | 89 pts                |
| 8e                    | Isaac Gálvez          | Espagne               | Illes Balears         | 85 pts                |
| 9e                    | Gilberto Simoni       | Italie                | Lampre-Caffita        | 81 pts                |
| 10e                   | Iván Parra            | Colombie              | Colombia-Selle Italia | 80 pts                |

| Classement de la montagne | Classement de la montagne | Classement de la montagne | Classement de la montagne       | Classement de la montagne |
| Coureur                   | Coureur                   | Pays                      | Équipe                          | Points                    |
| ------------------------- | ------------------------- | ------------------------- | ------------------------------- | ------------------------- |
| 1er                       | José Rujano               | Venezuela                 | Colombia-Selle Italia           | 143 pts                   |
| 2e                        | Iván Parra                | Colombie                  | Colombia-Selle Italia           | 57 pts                    |
| 3e                        | Gilberto Simoni           | Italie                    | Lampre-Caffita                  | 45 pts                    |
| 4e                        | Ivan Basso                | Italie                    | CSC                             | 41 pts                    |
| 5e                        | Danilo Di Luca            | Italie                    | Liquigas-Bianchi                | 29 pts                    |
| 6e                        | Patrice Halgand           | France                    | Crédit Agricole                 | 27 pts                    |
| 7e                        | Juan Manuel Gárate        | Espagne                   | Saunier Duval-Prodir            | 27 pts                    |
| 8e                        | Paolo Savoldelli          | Italie                    | Discovery Channel               | 17 pts                    |
| 9e                        | Ruslan Ivanov             | Moldavie                  | Domina Vacanze-De Nardi         | 15 pts                    |
| 10e                       | Daniel Atienza            | Espagne                   | Cofidis-Le Crédit par Téléphone | 14 pts                    |

| Classement de la montagne | Classement de la montagne | Classement de la montagne | Classement de la montagne       | Classement de la montagne |
| Coureur                   | Coureur                   | Pays                      | Équipe                          | Points                    |
| ------------------------- | ------------------------- | ------------------------- | ------------------------------- | ------------------------- |
| 1er                       | José Rujano               | Venezuela                 | Colombia-Selle Italia           | 143 pts                   |
| 2e                        | Iván Parra                | Colombie                  | Colombia-Selle Italia           | 57 pts                    |
| 3e                        | Gilberto Simoni           | Italie                    | Lampre-Caffita                  | 45 pts                    |
| 4e                        | Ivan Basso                | Italie                    | CSC                             | 41 pts                    |
| 5e                        | Danilo Di Luca            | Italie                    | Liquigas-Bianchi                | 29 pts                    |
| 6e                        | Patrice Halgand           | France                    | Crédit Agricole                 | 27 pts                    |
| 7e                        | Juan Manuel Gárate        | Espagne                   | Saunier Duval-Prodir            | 27 pts                    |
| 8e                        | Paolo Savoldelli          | Italie                    | Discovery Channel               | 17 pts                    |
| 9e                        | Ruslan Ivanov             | Moldavie                  | Domina Vacanze-De Nardi         | 15 pts                    |
| 10e                       | Daniel Atienza            | Espagne                   | Cofidis-Le Crédit par Téléphone | 14 pts                    |

| Classement par équipes | Classement par équipes         | Classement par équipes | Classement par équipes |
| Équipe                 | Équipe                         | Pays                   | Temps                  |
| ---------------------- | ------------------------------ | ---------------------- | ---------------------- |
| 1re                    | Liquigas-Bianchi               | Italie                 | 269 h 42 min 31 s      |
| 2e                     | Crédit Agricole                | France                 | + 24 min 28 s          |
| 3e                     | Lampre-Caffita                 | Italie                 | + 29 min 21 s          |
| 4e                     | Naturino-Sapore di Mare        | Suisse                 | + 32 min 27 s          |
| 5e                     | Illes Balears-Caisse d'Épargne | Espagne                | + 1 h 08 min 29 s      |
| 6e                     | Davitamon-Lotto                | Belgique               | + 1 h 21 min 24 s      |
| 7e                     | Ceramica Panaria-Navigare      | Italie                 | + 1 h 24 min 50 s      |
| 8e                     | Liberty Seguros-Würth          | Espagne                | + 1 h 26 min 50 s      |
| 9e                     | Saunier Duval-Prodir           | Espagne                | + 1 h 37 min 05 s      |
| 10e                    | Phonak Hearing Systems         | Suisse                 | + 1 h 49 min 00 s      |

| Classement par équipes | Classement par équipes         | Classement par équipes | Classement par équipes |
| Équipe                 | Équipe                         | Pays                   | Temps                  |
| ---------------------- | ------------------------------ | ---------------------- | ---------------------- |
| 1re                    | Liquigas-Bianchi               | Italie                 | 269 h 42 min 31 s      |
| 2e                     | Crédit Agricole                | France                 | + 24 min 28 s          |
| 3e                     | Lampre-Caffita                 | Italie                 | + 29 min 21 s          |
| 4e                     | Naturino-Sapore di Mare        | Suisse                 | + 32 min 27 s          |
| 5e                     | Illes Balears-Caisse d'Épargne | Espagne                | + 1 h 08 min 29 s      |
| 6e                     | Davitamon-Lotto                | Belgique               | + 1 h 21 min 24 s      |
| 7e                     | Ceramica Panaria-Navigare      | Italie                 | + 1 h 24 min 50 s      |
| 8e                     | Liberty Seguros-Würth          | Espagne                | + 1 h 26 min 50 s      |
| 9e                     | Saunier Duval-Prodir           | Espagne                | + 1 h 37 min 05 s      |
| 10e                    | Phonak Hearing Systems         | Suisse                 | + 1 h 49 min 00 s      |

| Classement Intergiro | Classement Intergiro | Classement Intergiro | Classement Intergiro  | Classement Intergiro |
|                      | Coureur              | Pays                 | Équipe                | Temps                |
| -------------------- | -------------------- | -------------------- | --------------------- | -------------------- |
| 1er                  | Stefano Zanini       | Italie               | Quick-Step–Innergetic | en 54 h 37 min 1 s   |
| 2e                   | Paolo Bettini        | Italie               | Quick-Step–Innergetic | + 27 s               |
| 3e                   | Sven Krauss          | Allemagne            | Gerolsteiner          | + 30 s               |
| 4e                   | Bram Schmitz         | Pays-Bas             | T-Mobile              | + 2 min 16 s         |
| 5e                   | Ivan Basso           | Italie               | CSC                   | + 2 min 31 s         |
| 6e                   | Paolo Savoldelli     | Italie               | Discovery Channel     | + 2 min 41 s         |
| 7e                   | David Zabriskie      | États-Unis           | CSC                   | + 2 min 52 s         |
| 8e                   | Philippe Schnyder    | Suisse               | Colombia–Selle Italia | + 3 min 0 s          |
| 9e                   | Ángel Gómez          | Espagne              | Saunier Duval–Prodir  | + 3 min 4 s          |
| 10e                  | Dariusz Baranowski   | Pologne              | Liberty Seguros–Würth | + 3 min 6 s          |
| modifier             |                      |                      |                       |                      |

### Classement de la combativité
- José Rujano 70

### Classement du fair-play
- Fassa Bortolo

## Évolution des classements
Les cyclistes présents dans le tableau ci-dessous correspondent aux leaders des classements. Ils peuvent ne pas correspondre au porteur du maillot.
| Étape     | Vainqueur           | Classement général | Classement par point | Classement de la montagne | Classement intergiro | Classement par équipes |
| Prologue  | Brett Lancaster     | Brett Lancaster    | néant                | néant                     | néant                | néant                  |
| 1re étape | Paolo Bettini       | Paolo Bettini      | Paolo Bettini        | Thorwald Veneberg         | Sven Krauss          | Liquigas               |
| 2e étape  | Robbie McEwen       | Robbie McEwen      | Robbie McEwen        | Thorwald Veneberg         | Sven Krauss          | Liquigas               |
| 3e étape  | Danilo Di Luca      | Paolo Bettini      | Robbie McEwen        | Dario Cioni               | Sven Krauss          | Liquigas               |
| 4e étape  | Luca Mazzanti       | Paolo Bettini      | Paolo Bettini        | Dario Cioni               | Sven Krauss          | Liquigas               |
| 5e étape  | Danilo Di Luca      | Danilo Di Luca     | Danilo Di Luca       | José Rujano               | Sven Krauss          | Liquigas               |
| 6e étape  | Robbie McEwen       | Paolo Bettini      | Robbie McEwen        | José Rujano               | Sven Krauss          | Liquigas               |
| 7e étape  | Koldo Gil           | Danilo Di Luca     | Danilo Di Luca       | Koldo Gil Perez           | Sven Krauss          | Lampre                 |
| 8e étape  | David Zabriskie     | Danilo Di Luca     | Danilo Di Luca       | Koldo Gil Perez           | Sven Krauss          | Liquigas               |
| 9e étape  | Alessandro Petacchi | Danilo Di Luca     | Danilo Di Luca       | Koldo Gil Perez           | Sven Krauss          | Liquigas               |
| 10e étape | Robbie McEwen       | Danilo Di Luca     | Robbie McEwen        | Koldo Gil Perez           | Sven Krauss          | Liquigas               |
| 11e étape | Paolo Savoldelli    | Ivan Basso         | Robbie McEwen        | José Rujano               | Sven Krauss          | Liquigas               |
| 12e étape | Alessandro Petacchi | Ivan Basso         | Robbie McEwen        | José Rujano               | Sven Krauss          | Liquigas               |
| 13e étape | Iván Parra          | Paolo Savoldelli   | Paolo Bettini        | José Rujano               | Sven Krauss          | Liquigas               |
| 14e étape | Iván Parra          | Paolo Savoldelli   | Danilo Di Luca       | José Rujano               | Sven Krauss          | Liquigas               |
| 15e étape | Alessandro Petacchi | Paolo Savoldelli   | Paolo Bettini        | José Rujano               | Paolo Bettini        | Liquigas               |
| 16e étape | Christophe Le Mével | Paolo Savoldelli   | Paolo Bettini        | José Rujano               | Paolo Bettini        | Liquigas               |
| 17e étape | Ivan Basso          | Paolo Savoldelli   | Paolo Bettini        | José Rujano               | Stefano Zanini       | Liquigas               |
| 18e étape | Ivan Basso          | Paolo Savoldelli   | Paolo Bettini        | José Rujano               | Stefano Zanini       | Liquigas               |
| 19e étape | José Rujano         | Paolo Savoldelli   | Paolo Bettini        | José Rujano               | Stefano Zanini       | Liquigas               |
| 20e étape | Alessandro Petacchi | Paolo Savoldelli   | Paolo Bettini        | José Rujano               | Stefano Zanini       | Liquigas               |

## Liste des participants
| Lampre-Caffita LAM | Lampre-Caffita LAM        | Lampre-Caffita LAM |
| ------------------ | ------------------------- | ------------------ |
| Num                | Coureur                   | Pos                |
| 1                  | Damiano Cunego (ITA)      | 18e                |
| 2                  | Gilberto Simoni (ITA)     | 2e                 |
| 3                  | Paolo Fornaciari (ITA)    | 148e               |
| 4                  | Evgueni Petrov (RUS)      | 50e                |
| 5                  | Andrea Tonti (ITA)        | 55e                |
| 6                  | Marius Sabaliauskas (LTU) | 66e                |
| 7                  | Gorazd Štangelj (SLO)     | 67e                |
| 8                  | Sylwester Szmyd (POL)     | 64e                |
| 9                  | Patxi Vila (ESP)          | 22e                |

| Bouygues Telecom BTL | Bouygues Telecom BTL      | Bouygues Telecom BTL |
| -------------------- | ------------------------- | -------------------- |
| Num                  | Coureur                   | Pos                  |
| 11                   | Walter Bénéteau (FRA)     | 105e                 |
| 12                   | Giovanni Bernaudeau (FRA) | 110e                 |
| 13                   | Olivier Bonnaire (FRA)    | 82e                  |
| 14                   | Mathieu Claude (FRA)      | 147e                 |
| 15                   | Christophe Kern (FRA)     | AB                   |
| 16                   | Laurent Lefèvre (FRA)     | 35e                  |
| 17                   | Rony Martias (FRA)        | 141e                 |
| 18                   | Franck Renier (FRA)       | 134e                 |
| 19                   | Didier Rous (FRA)         | AB                   |

| Ceramica Panaria-Navigare PAN | Ceramica Panaria-Navigare PAN    | Ceramica Panaria-Navigare PAN |
| ----------------------------- | -------------------------------- | ----------------------------- |
| Num                           | Coureur                          | Pos                           |
| 21                            | Emanuele Sella (ITA)             | 10e                           |
| 22                            | Luca Mazzanti (ITA)              | 39e                           |
| 23                            | Julio Alberto Pérez Cuapio (MEX) | 95e                           |
| 24                            | Paolo Tiralongo (ITA)            | 32e                           |
| 25                            | Paride Grillo (ITA)              | 143e                          |
| 26                            | Freddy González (COL)            | AB                            |
| 27                            | Brett Lancaster (AUS)            | 112e                          |
| 28                            | Luis Felipe Laverde (COL)        | 44e                           |
| 29                            | Domenico Pozzovivo (ITA)         | AB                            |

| Cofidis-Le Crédit par Téléphone COF | Cofidis-Le Crédit par Téléphone COF | Cofidis-Le Crédit par Téléphone COF |
| ----------------------------------- | ----------------------------------- | ----------------------------------- |
| Num                                 | Coureur                             | Pos                                 |
| 31                                  | Daniel Atienza (ESP)                | 14e                                 |
| 32                                  | Leonardo Bertagnolli (ITA)          | AB                                  |
| 33                                  | Dmitriy Fofonov (KAZ)               | 89e                                 |
| 34                                  | Nicolas Inaudi (FRA)                | AB                                  |
| 35                                  | Thierry Marichal (BEL)              | 125e                                |
| 36                                  | Stuart O'Grady (AUS)                | AB                                  |
| 37                                  | Guido Trentin (ITA)                 | 40e                                 |
| 38                                  | Cédric Vasseur (FRA)                | 54e                                 |
| 39                                  | Matthew White (AUS)                 | 117e                                |

| Colombia-Selle Italia CLM | Colombia-Selle Italia CLM | Colombia-Selle Italia CLM |
| ------------------------- | ------------------------- | ------------------------- |
| Num                       | Coureur                   | Pos                       |
| 41                        | Iván Parra (COL)          | 20e                       |
| 42                        | Marlon Pérez (COL)        | AB                        |
| 43                        | José Rujano (VEN)         | 3e                        |
| 44                        | Raffaele Illiano (ITA)    | 86e                       |
| 45                        | Moreno Di Biase (ITA)     | AB                        |
| 46                        | Leonardo Scarselli (ITA)  | 116e                      |
| 47                        | Philippe Schnyder (SUI)   | 149e                      |
| 48                        | Russell Van Hout (AUS)    | 153e                      |
| 49                        | Trent Wilson (AUS)        | 151e                      |

| Crédit Agricole C.A | Crédit Agricole C.A       | Crédit Agricole C.A |
| ------------------- | ------------------------- | ------------------- |
| Num                 | Coureur                   | Pos                 |
| 51                  | Francesco Bellotti (ITA)  | 36e                 |
| 52                  | Pietro Caucchioli (ITA)   | 8e                  |
| 53                  | Julian Dean (NZL)         | AB                  |
| 54                  | Jaan Kirsipuu (EST)       | AB                  |
| 55                  | Christophe Le Mével (FRA) | 26e                 |
| 56                  | Dmitri Mouraviov (KAZ)    | 92e                 |
| 57                  | Yannick Talabardon (FRA)  | 78e                 |
| 58                  | Bradley Wiggins (GBR)     | 123e                |
| 59                  | Patrice Halgand (FRA)     | 23e                 |

| Davitamon-Lotto DVL | Davitamon-Lotto DVL     | Davitamon-Lotto DVL |
| ------------------- | ----------------------- | ------------------- |
| Num                 | Coureur                 | Pos                 |
| 61                  | Mauricio Ardila (COL)   | 27e                 |
| 62                  | Christophe Brandt (BEL) | 33e                 |
| 63                  | Nick Gates (AUS)        | AB                  |
| 64                  | Björn Leukemans (BEL)   | 106e                |
| 65                  | Robbie McEwen (AUS)     | AB                  |
| 66                  | Tom Steels (BEL)        | AB                  |
| 67                  | Wim Van Huffel (BEL)    | 11e                 |
| 68                  | Aart Vierhouten (NED)   | AB                  |
| 69                  | Henk Vogels (AUS)       | 136e                |

| Discovery Channel DSC | Discovery Channel DSC  | Discovery Channel DSC |
| --------------------- | ---------------------- | --------------------- |
| Num                   | Coureur                | Pos                   |
| 71                    | Paolo Savoldelli (ITA) | 1er                   |
| 72                    | Michael Barry (CAN)    | 101e                  |
| 73                    | Volodymyr Bileka (UKR) | 91e                   |
| 74                    | Antonio Cruz (USA)     | 129e                  |
| 75                    | Tom Danielson (USA)    | AB                    |
| 76                    | Ryder Hesjedal (CAN)   | AB                    |
| 77                    | Benoît Joachim (LUX)   | 107e                  |
| 78                    | Jason McCartney (USA)  | 138e                  |
| 79                    | Pavel Padrnos (CZE)    | 60e                   |

| Domina Vacanze-De Nardi DOM | Domina Vacanze-De Nardi DOM | Domina Vacanze-De Nardi DOM |
| --------------------------- | --------------------------- | --------------------------- |
| Num                         | Coureur                     | Pos                         |
| 81                          | Serhiy Honchar (UKR)        | 6e                          |
| 82                          | Wladimir Belli (ITA)        | 24e                         |
| 83                          | Simone Cadamuro (ITA)       | AB                          |
| 84                          | Mirko Celestino (ITA)       | 34e                         |
| 85                          | Marco Fertonani (ITA)       | AB                          |
| 86                          | Ruslan Ivanov (MDA)         | 70e                         |
| 87                          | Mirco Lorenzetto (ITA)      | 109e                        |
| 88                          | Ivan Quaranta (ITA)         | AB                          |
| 89                          | Alessandro Vanotti (ITA)    | 74e                         |

| Euskaltel-Euskadi EUS | Euskaltel-Euskadi EUS         | Euskaltel-Euskadi EUS |
| --------------------- | ----------------------------- | --------------------- |
| Num                   | Coureur                       | Pos                   |
| 91                    | Unai Etxebarria (VEN)         | 145e                  |
| 92                    | Aitor González (ESP)          | AB                    |
| 93                    | Roberto Laiseka (ESP)         | 52e                   |
| 94                    | Alberto López de Munain (ESP) | AB                    |
| 95                    | David López García (ESP)      | AB                    |
| 96                    | Gorka Verdugo (ESP)           | 68e                   |
| 97                    | Haimar Zubeldia (ESP)         | 49e                   |
| 98                    | Igor Antón (ESP)              | 83e                   |
| 99                    | Samuel Sánchez (ESP)          | 17e                   |

| Fassa Bortolo FAS | Fassa Bortolo FAS         | Fassa Bortolo FAS |
| ----------------- | ------------------------- | ----------------- |
| Num               | Coureur                   | Pos               |
| 101               | Alessandro Petacchi (ITA) | 100e              |
| 102               | Fabio Baldato (ITA)       | 130e              |
| 103               | Marzio Bruseghin (ITA)    | 9e                |
| 104               | Massimo Codol (ITA)       | 119e              |
| 105               | Volodymyr Gustov (UKR)    | 93e               |
| 106               | Alberto Ongarato (ITA)    | 99e               |
| 107               | Fabio Sacchi (ITA)        | 96e               |
| 108               | Matteo Tosatto (ITA)      | 122e              |
| 109               | Marco Velo (ITA)          | 103e              |

| La Française des jeux FDJ | La Française des jeux FDJ  | La Française des jeux FDJ |
| ------------------------- | -------------------------- | ------------------------- |
| Num                       | Coureur                    | Pos                       |
| 111                       | Carlos Da Cruz (FRA)       | 72e                       |
| 112                       | Christophe Detilloux (BEL) | AB                        |
| 113                       | Freddy Bichot (FRA)        | AB                        |
| 114                       | Cyrille Monnerais (FRA)    | 71e                       |
| 115                       | Lilian Jégou (FRA)         | 98e                       |
| 116                       | Mark Renshaw (AUS)         | 144e                      |
| 117                       | Baden Cooke (AUS)          | AB                        |
| 118                       | Sandy Casar (FRA)          | 81e                       |
| 119                       | Matthew Wilson (AUS)       | 146e                      |

| Gerolsteiner GST | Gerolsteiner GST      | Gerolsteiner GST |
| ---------------- | --------------------- | ---------------- |
| Num              | Coureur               | Pos              |
| 121              | Robert Förster (GER)  | 137e             |
| 122              | Markus Fothen (GER)   | 12e              |
| 123              | Frank Høj (DEN)       | 152e             |
| 124              | Andrea Moletta (ITA)  | 118e             |
| 125              | Sven Montgomery (SUI) | 59e              |
| 126              | Volker Ordowski (GER) | AB               |
| 127              | Sven Krauss (GER)     | 132e             |
| 128              | Marcel Strauss (SUI)  | 102e             |
| 129              | Thomas Ziegler (GER)  | AB               |

| Illes Balears IBA | Illes Balears IBA        | Illes Balears IBA |
| ----------------- | ------------------------ | ----------------- |
| Num               | Coureur                  | Pos               |
| 131               | José Luis Carrasco (ESP) | 90e               |
| 132               | Sergi Escobar (ESP)      | AB                |
| 133               | Isaac Gálvez (ESP)       | 131e              |
| 134               | Joan Horrach (ESP)       | 37e               |
| 135               | Vladimir Karpets (RUS)   | 7e                |
| 136               | David Navas (ESP)        | AB                |
| 137               | Unai Osa (ESP)           | 16e               |
| 138               | Vicente Reynés (ESP)     | AB                |
| 139               | Antonio Tauler (ESP)     | 126e              |

| Liberty Seguros-Würth LSW | Liberty Seguros-Würth LSW  | Liberty Seguros-Würth LSW |
| ------------------------- | -------------------------- | ------------------------- |
| Num                       | Coureur                    | Pos                       |
| 141                       | René Andrle (CZE)          | 62e                       |
| 142                       | Dariusz Baranowski (POL)   | 57e                       |
| 143                       | Joseba Beloki (ESP)        | AB                        |
| 144                       | Giampaolo Caruso (ITA)     | 19e                       |
| 145                       | Koldo Gil (ESP)            | AB                        |
| 146                       | Jan Hruška (CZE)           | 61e                       |
| 147                       | Javier Ramírez Abeja (ESP) | 65e                       |
| 148                       | Michele Scarponi (ITA)     | 47e                       |

| Liquigas-Bianchi LIQ | Liquigas-Bianchi LIQ      | Liquigas-Bianchi LIQ |
| -------------------- | ------------------------- | -------------------- |
| Num                  | Coureur                   | Pos                  |
| 151                  | Danilo Di Luca (ITA)      | 4e                   |
| 152                  | Dario Andriotto (ITA)     | 97e                  |
| 153                  | Dario Cioni (ITA)         | 13e                  |
| 154                  | Patrick Calcagni (SUI)    | AB                   |
| 155                  | Stefano Garzelli (ITA)    | AB                   |
| 156                  | Vladimir Miholjević (CRO) | 31e                  |
| 157                  | Marco Milesi (ITA)        | 124e                 |
| 158                  | Andrea Noè (ITA)          | 45e                  |
| 159                  | Charles Wegelius (GBR)    | 46e                  |

| Phonak Hearing Systems PHO | Phonak Hearing Systems PHO   | Phonak Hearing Systems PHO |
| -------------------------- | ---------------------------- | -------------------------- |
| Num                        | Coureur                      | Pos                        |
| 161                        | Aurélien Clerc (SUI)         | 150e                       |
| 162                        | José Ignacio Gutiérrez (ESP) | 133e                       |
| 163                        | Uroš Murn (SLO)              | 94e                        |
| 164                        | Grégory Rast (SUI)           | 120e                       |
| 165                        | Daniel Schnider (SUI)        | 76e                        |
| 166                        | Johann Tschopp (SUI)         | 41e                        |
| 167                        | Sascha Urweider (SUI)        | 139e                       |
| 168                        | Tadej Valjavec (SLO)         | 15e                        |
| 169                        | Steve Zampieri (SUI)         | 30e                        |

| Quick Step-Innergetic QSI | Quick Step-Innergetic QSI  | Quick Step-Innergetic QSI |
| ------------------------- | -------------------------- | ------------------------- |
| Num                       | Coureur                    | Pos                       |
| 171                       | Paolo Bettini (ITA)        | 38e                       |
| 172                       | Davide Bramati (ITA)       | 127e                      |
| 173                       | Mads Christensen (DEN)     | 142e                      |
| 174                       | Addy Engels (NED)          | 69e                       |
| 175                       | José Antonio Garrido (ESP) | 121e                      |
| 176                       | Cristian Moreni (ITA)      | 53e                       |
| 177                       | Nick Nuyens (BEL)          | AB                        |
| 178                       | Filippo Pozzato (ITA)      | 84e                       |
| 179                       | Stefano Zanini (ITA)       | 111e                      |

| Rabobank RAB | Rabobank RAB            | Rabobank RAB |
| ------------ | ----------------------- | ------------ |
| Num          | Coureur                 | Pos          |
| 181          | Thomas Dekker (NED)     | 75e          |
| 182          | Theo Eltink (NED)       | 29e          |
| 183          | Alexandr Kolobnev (RUS) | 21e          |
| 184          | Grischa Niermann (GER)  | 51e          |
| 185          | Michael Rasmussen (DEN) | AB           |
| 186          | Roy Sentjens (BEL)      | 135e         |
| 187          | Rory Sutherland (AUS)   | 108e         |
| 188          | Thorwald Veneberg (NED) | AB           |
| 189          | Steven de Jongh (NED)   | AB           |

| Saunier Duval-Prodir SDV | Saunier Duval-Prodir SDV | Saunier Duval-Prodir SDV |
| ------------------------ | ------------------------ | ------------------------ |
| Num                      | Coureur                  | Pos                      |
| 191                      | Juan Manuel Gárate (ESP) | 5e                       |
| 192                      | Ángel Gómez (ESP)        | 79e                      |
| 193                      | Rubén Lobato (ESP)       | 43e                      |
| 194                      | Manuele Mori (ITA)       | 85e                      |
| 195                      | Marco Pinotti (ITA)      | 48e                      |
| 196                      | Juan José Cobo (ESP)     | AB                       |
| 197                      | Joaquim Rodríguez (ESP)  | 80e                      |
| 198                      | Francisco Ventoso (ESP)  | AB                       |
| 199                      | Oliver Zaugg (SUI)       | AB                       |

| CSC | CSC                         | CSC  |
| --- | --------------------------- | ---- |
| Num | Coureur                     | Pos  |
| 201 | Ivan Basso (ITA)            | 28e  |
| 202 | Andrea Peron (ITA)          | 77e  |
| 203 | Fränk Schleck (LUX)         | 42e  |
| 204 | Peter Luttenberger (AUT)    | 87e  |
| 205 | Giovanni Lombardi (ITA)     | 88e  |
| 206 | Michael Blaudzun (DEN)      | 73e  |
| 207 | David Zabriskie (USA)       | 104e |
| 208 | Christian Vande Velde (USA) | 114e |
| 209 | Brian Vandborg (DEN)        | 140e |

| T-Mobile TMO | T-Mobile TMO           | T-Mobile TMO |
| ------------ | ---------------------- | ------------ |
| Num          | Coureur                | Pos          |
| 211          | Eric Baumann (GER)     | 128e         |
| 212          | Matthias Kessler (GER) | 25e          |
| 213          | André Korff (GER)      | 113e         |
| 214          | Daniele Nardello (ITA) | AB           |
| 215          | Olaf Pollack (GER)     | AB           |
| 216          | Jan Schaffrath (GER)   | 56e          |
| 217          | Bram Schmitz (NED)     | 115e         |
| 218          | Christian Werner (GER) | 58e          |
| 219          | Erik Zabel (GER)       | 63e          |

| Lampre-Caffita LAM | Lampre-Caffita LAM        | Lampre-Caffita LAM |
| ------------------ | ------------------------- | ------------------ |
| Num                | Coureur                   | Pos                |
| 1                  | Damiano Cunego (ITA)      | 18e                |
| 2                  | Gilberto Simoni (ITA)     | 2e                 |
| 3                  | Paolo Fornaciari (ITA)    | 148e               |
| 4                  | Evgueni Petrov (RUS)      | 50e                |
| 5                  | Andrea Tonti (ITA)        | 55e                |
| 6                  | Marius Sabaliauskas (LTU) | 66e                |
| 7                  | Gorazd Štangelj (SLO)     | 67e                |
| 8                  | Sylwester Szmyd (POL)     | 64e                |
| 9                  | Patxi Vila (ESP)          | 22e                |

| Bouygues Telecom BTL | Bouygues Telecom BTL      | Bouygues Telecom BTL |
| -------------------- | ------------------------- | -------------------- |
| Num                  | Coureur                   | Pos                  |
| 11                   | Walter Bénéteau (FRA)     | 105e                 |
| 12                   | Giovanni Bernaudeau (FRA) | 110e                 |
| 13                   | Olivier Bonnaire (FRA)    | 82e                  |
| 14                   | Mathieu Claude (FRA)      | 147e                 |
| 15                   | Christophe Kern (FRA)     | AB                   |
| 16                   | Laurent Lefèvre (FRA)     | 35e                  |
| 17                   | Rony Martias (FRA)        | 141e                 |
| 18                   | Franck Renier (FRA)       | 134e                 |
| 19                   | Didier Rous (FRA)         | AB                   |

| Ceramica Panaria-Navigare PAN | Ceramica Panaria-Navigare PAN    | Ceramica Panaria-Navigare PAN |
| ----------------------------- | -------------------------------- | ----------------------------- |
| Num                           | Coureur                          | Pos                           |
| 21                            | Emanuele Sella (ITA)             | 10e                           |
| 22                            | Luca Mazzanti (ITA)              | 39e                           |
| 23                            | Julio Alberto Pérez Cuapio (MEX) | 95e                           |
| 24                            | Paolo Tiralongo (ITA)            | 32e                           |
| 25                            | Paride Grillo (ITA)              | 143e                          |
| 26                            | Freddy González (COL)            | AB                            |
| 27                            | Brett Lancaster (AUS)            | 112e                          |
| 28                            | Luis Felipe Laverde (COL)        | 44e                           |
| 29                            | Domenico Pozzovivo (ITA)         | AB                            |

| Cofidis-Le Crédit par Téléphone COF | Cofidis-Le Crédit par Téléphone COF | Cofidis-Le Crédit par Téléphone COF |
| ----------------------------------- | ----------------------------------- | ----------------------------------- |
| Num                                 | Coureur                             | Pos                                 |
| 31                                  | Daniel Atienza (ESP)                | 14e                                 |
| 32                                  | Leonardo Bertagnolli (ITA)          | AB                                  |
| 33                                  | Dmitriy Fofonov (KAZ)               | 89e                                 |
| 34                                  | Nicolas Inaudi (FRA)                | AB                                  |
| 35                                  | Thierry Marichal (BEL)              | 125e                                |
| 36                                  | Stuart O'Grady (AUS)                | AB                                  |
| 37                                  | Guido Trentin (ITA)                 | 40e                                 |
| 38                                  | Cédric Vasseur (FRA)                | 54e                                 |
| 39                                  | Matthew White (AUS)                 | 117e                                |

| Colombia-Selle Italia CLM | Colombia-Selle Italia CLM | Colombia-Selle Italia CLM |
| ------------------------- | ------------------------- | ------------------------- |
| Num                       | Coureur                   | Pos                       |
| 41                        | Iván Parra (COL)          | 20e                       |
| 42                        | Marlon Pérez (COL)        | AB                        |
| 43                        | José Rujano (VEN)         | 3e                        |
| 44                        | Raffaele Illiano (ITA)    | 86e                       |
| 45                        | Moreno Di Biase (ITA)     | AB                        |
| 46                        | Leonardo Scarselli (ITA)  | 116e                      |
| 47                        | Philippe Schnyder (SUI)   | 149e                      |
| 48                        | Russell Van Hout (AUS)    | 153e                      |
| 49                        | Trent Wilson (AUS)        | 151e                      |

| Crédit Agricole C.A | Crédit Agricole C.A       | Crédit Agricole C.A |
| ------------------- | ------------------------- | ------------------- |
| Num                 | Coureur                   | Pos                 |
| 51                  | Francesco Bellotti (ITA)  | 36e                 |
| 52                  | Pietro Caucchioli (ITA)   | 8e                  |
| 53                  | Julian Dean (NZL)         | AB                  |
| 54                  | Jaan Kirsipuu (EST)       | AB                  |
| 55                  | Christophe Le Mével (FRA) | 26e                 |
| 56                  | Dmitri Mouraviov (KAZ)    | 92e                 |
| 57                  | Yannick Talabardon (FRA)  | 78e                 |
| 58                  | Bradley Wiggins (GBR)     | 123e                |
| 59                  | Patrice Halgand (FRA)     | 23e                 |

| Davitamon-Lotto DVL | Davitamon-Lotto DVL     | Davitamon-Lotto DVL |
| ------------------- | ----------------------- | ------------------- |
| Num                 | Coureur                 | Pos                 |
| 61                  | Mauricio Ardila (COL)   | 27e                 |
| 62                  | Christophe Brandt (BEL) | 33e                 |
| 63                  | Nick Gates (AUS)        | AB                  |
| 64                  | Björn Leukemans (BEL)   | 106e                |
| 65                  | Robbie McEwen (AUS)     | AB                  |
| 66                  | Tom Steels (BEL)        | AB                  |
| 67                  | Wim Van Huffel (BEL)    | 11e                 |
| 68                  | Aart Vierhouten (NED)   | AB                  |
| 69                  | Henk Vogels (AUS)       | 136e                |

| Discovery Channel DSC | Discovery Channel DSC  | Discovery Channel DSC |
| --------------------- | ---------------------- | --------------------- |
| Num                   | Coureur                | Pos                   |
| 71                    | Paolo Savoldelli (ITA) | 1er                   |
| 72                    | Michael Barry (CAN)    | 101e                  |
| 73                    | Volodymyr Bileka (UKR) | 91e                   |
| 74                    | Antonio Cruz (USA)     | 129e                  |
| 75                    | Tom Danielson (USA)    | AB                    |
| 76                    | Ryder Hesjedal (CAN)   | AB                    |
| 77                    | Benoît Joachim (LUX)   | 107e                  |
| 78                    | Jason McCartney (USA)  | 138e                  |
| 79                    | Pavel Padrnos (CZE)    | 60e                   |

| Domina Vacanze-De Nardi DOM | Domina Vacanze-De Nardi DOM | Domina Vacanze-De Nardi DOM |
| --------------------------- | --------------------------- | --------------------------- |
| Num                         | Coureur                     | Pos                         |
| 81                          | Serhiy Honchar (UKR)        | 6e                          |
| 82                          | Wladimir Belli (ITA)        | 24e                         |
| 83                          | Simone Cadamuro (ITA)       | AB                          |
| 84                          | Mirko Celestino (ITA)       | 34e                         |
| 85                          | Marco Fertonani (ITA)       | AB                          |
| 86                          | Ruslan Ivanov (MDA)         | 70e                         |
| 87                          | Mirco Lorenzetto (ITA)      | 109e                        |
| 88                          | Ivan Quaranta (ITA)         | AB                          |
| 89                          | Alessandro Vanotti (ITA)    | 74e                         |

| Euskaltel-Euskadi EUS | Euskaltel-Euskadi EUS         | Euskaltel-Euskadi EUS |
| --------------------- | ----------------------------- | --------------------- |
| Num                   | Coureur                       | Pos                   |
| 91                    | Unai Etxebarria (VEN)         | 145e                  |
| 92                    | Aitor González (ESP)          | AB                    |
| 93                    | Roberto Laiseka (ESP)         | 52e                   |
| 94                    | Alberto López de Munain (ESP) | AB                    |
| 95                    | David López García (ESP)      | AB                    |
| 96                    | Gorka Verdugo (ESP)           | 68e                   |
| 97                    | Haimar Zubeldia (ESP)         | 49e                   |
| 98                    | Igor Antón (ESP)              | 83e                   |
| 99                    | Samuel Sánchez (ESP)          | 17e                   |

| Fassa Bortolo FAS | Fassa Bortolo FAS         | Fassa Bortolo FAS |
| ----------------- | ------------------------- | ----------------- |
| Num               | Coureur                   | Pos               |
| 101               | Alessandro Petacchi (ITA) | 100e              |
| 102               | Fabio Baldato (ITA)       | 130e              |
| 103               | Marzio Bruseghin (ITA)    | 9e                |
| 104               | Massimo Codol (ITA)       | 119e              |
| 105               | Volodymyr Gustov (UKR)    | 93e               |
| 106               | Alberto Ongarato (ITA)    | 99e               |
| 107               | Fabio Sacchi (ITA)        | 96e               |
| 108               | Matteo Tosatto (ITA)      | 122e              |
| 109               | Marco Velo (ITA)          | 103e              |

| La Française des jeux FDJ | La Française des jeux FDJ  | La Française des jeux FDJ |
| ------------------------- | -------------------------- | ------------------------- |
| Num                       | Coureur                    | Pos                       |
| 111                       | Carlos Da Cruz (FRA)       | 72e                       |
| 112                       | Christophe Detilloux (BEL) | AB                        |
| 113                       | Freddy Bichot (FRA)        | AB                        |
| 114                       | Cyrille Monnerais (FRA)    | 71e                       |
| 115                       | Lilian Jégou (FRA)         | 98e                       |
| 116                       | Mark Renshaw (AUS)         | 144e                      |
| 117                       | Baden Cooke (AUS)          | AB                        |
| 118                       | Sandy Casar (FRA)          | 81e                       |
| 119                       | Matthew Wilson (AUS)       | 146e                      |

| Gerolsteiner GST | Gerolsteiner GST      | Gerolsteiner GST |
| ---------------- | --------------------- | ---------------- |
| Num              | Coureur               | Pos              |
| 121              | Robert Förster (GER)  | 137e             |
| 122              | Markus Fothen (GER)   | 12e              |
| 123              | Frank Høj (DEN)       | 152e             |
| 124              | Andrea Moletta (ITA)  | 118e             |
| 125              | Sven Montgomery (SUI) | 59e              |
| 126              | Volker Ordowski (GER) | AB               |
| 127              | Sven Krauss (GER)     | 132e             |
| 128              | Marcel Strauss (SUI)  | 102e             |
| 129              | Thomas Ziegler (GER)  | AB               |

| Illes Balears IBA | Illes Balears IBA        | Illes Balears IBA |
| ----------------- | ------------------------ | ----------------- |
| Num               | Coureur                  | Pos               |
| 131               | José Luis Carrasco (ESP) | 90e               |
| 132               | Sergi Escobar (ESP)      | AB                |
| 133               | Isaac Gálvez (ESP)       | 131e              |
| 134               | Joan Horrach (ESP)       | 37e               |
| 135               | Vladimir Karpets (RUS)   | 7e                |
| 136               | David Navas (ESP)        | AB                |
| 137               | Unai Osa (ESP)           | 16e               |
| 138               | Vicente Reynés (ESP)     | AB                |
| 139               | Antonio Tauler (ESP)     | 126e              |

| Liberty Seguros-Würth LSW | Liberty Seguros-Würth LSW  | Liberty Seguros-Würth LSW |
| ------------------------- | -------------------------- | ------------------------- |
| Num                       | Coureur                    | Pos                       |
| 141                       | René Andrle (CZE)          | 62e                       |
| 142                       | Dariusz Baranowski (POL)   | 57e                       |
| 143                       | Joseba Beloki (ESP)        | AB                        |
| 144                       | Giampaolo Caruso (ITA)     | 19e                       |
| 145                       | Koldo Gil (ESP)            | AB                        |
| 146                       | Jan Hruška (CZE)           | 61e                       |
| 147                       | Javier Ramírez Abeja (ESP) | 65e                       |
| 148                       | Michele Scarponi (ITA)     | 47e                       |

| Liquigas-Bianchi LIQ | Liquigas-Bianchi LIQ      | Liquigas-Bianchi LIQ |
| -------------------- | ------------------------- | -------------------- |
| Num                  | Coureur                   | Pos                  |
| 151                  | Danilo Di Luca (ITA)      | 4e                   |
| 152                  | Dario Andriotto (ITA)     | 97e                  |
| 153                  | Dario Cioni (ITA)         | 13e                  |
| 154                  | Patrick Calcagni (SUI)    | AB                   |
| 155                  | Stefano Garzelli (ITA)    | AB                   |
| 156                  | Vladimir Miholjević (CRO) | 31e                  |
| 157                  | Marco Milesi (ITA)        | 124e                 |
| 158                  | Andrea Noè (ITA)          | 45e                  |
| 159                  | Charles Wegelius (GBR)    | 46e                  |

| Phonak Hearing Systems PHO | Phonak Hearing Systems PHO   | Phonak Hearing Systems PHO |
| -------------------------- | ---------------------------- | -------------------------- |
| Num                        | Coureur                      | Pos                        |
| 161                        | Aurélien Clerc (SUI)         | 150e                       |
| 162                        | José Ignacio Gutiérrez (ESP) | 133e                       |
| 163                        | Uroš Murn (SLO)              | 94e                        |
| 164                        | Grégory Rast (SUI)           | 120e                       |
| 165                        | Daniel Schnider (SUI)        | 76e                        |
| 166                        | Johann Tschopp (SUI)         | 41e                        |
| 167                        | Sascha Urweider (SUI)        | 139e                       |
| 168                        | Tadej Valjavec (SLO)         | 15e                        |
| 169                        | Steve Zampieri (SUI)         | 30e                        |

| Quick Step-Innergetic QSI | Quick Step-Innergetic QSI  | Quick Step-Innergetic QSI |
| ------------------------- | -------------------------- | ------------------------- |
| Num                       | Coureur                    | Pos                       |
| 171                       | Paolo Bettini (ITA)        | 38e                       |
| 172                       | Davide Bramati (ITA)       | 127e                      |
| 173                       | Mads Christensen (DEN)     | 142e                      |
| 174                       | Addy Engels (NED)          | 69e                       |
| 175                       | José Antonio Garrido (ESP) | 121e                      |
| 176                       | Cristian Moreni (ITA)      | 53e                       |
| 177                       | Nick Nuyens (BEL)          | AB                        |
| 178                       | Filippo Pozzato (ITA)      | 84e                       |
| 179                       | Stefano Zanini (ITA)       | 111e                      |

| Rabobank RAB | Rabobank RAB            | Rabobank RAB |
| ------------ | ----------------------- | ------------ |
| Num          | Coureur                 | Pos          |
| 181          | Thomas Dekker (NED)     | 75e          |
| 182          | Theo Eltink (NED)       | 29e          |
| 183          | Alexandr Kolobnev (RUS) | 21e          |
| 184          | Grischa Niermann (GER)  | 51e          |
| 185          | Michael Rasmussen (DEN) | AB           |
| 186          | Roy Sentjens (BEL)      | 135e         |
| 187          | Rory Sutherland (AUS)   | 108e         |
| 188          | Thorwald Veneberg (NED) | AB           |
| 189          | Steven de Jongh (NED)   | AB           |

| Saunier Duval-Prodir SDV | Saunier Duval-Prodir SDV | Saunier Duval-Prodir SDV |
| ------------------------ | ------------------------ | ------------------------ |
| Num                      | Coureur                  | Pos                      |
| 191                      | Juan Manuel Gárate (ESP) | 5e                       |
| 192                      | Ángel Gómez (ESP)        | 79e                      |
| 193                      | Rubén Lobato (ESP)       | 43e                      |
| 194                      | Manuele Mori (ITA)       | 85e                      |
| 195                      | Marco Pinotti (ITA)      | 48e                      |
| 196                      | Juan José Cobo (ESP)     | AB                       |
| 197                      | Joaquim Rodríguez (ESP)  | 80e                      |
| 198                      | Francisco Ventoso (ESP)  | AB                       |
| 199                      | Oliver Zaugg (SUI)       | AB                       |

| CSC | CSC                         | CSC  |
| --- | --------------------------- | ---- |
| Num | Coureur                     | Pos  |
| 201 | Ivan Basso (ITA)            | 28e  |
| 202 | Andrea Peron (ITA)          | 77e  |
| 203 | Fränk Schleck (LUX)         | 42e  |
| 204 | Peter Luttenberger (AUT)    | 87e  |
| 205 | Giovanni Lombardi (ITA)     | 88e  |
| 206 | Michael Blaudzun (DEN)      | 73e  |
| 207 | David Zabriskie (USA)       | 104e |
| 208 | Christian Vande Velde (USA) | 114e |
| 209 | Brian Vandborg (DEN)        | 140e |

| T-Mobile TMO | T-Mobile TMO           | T-Mobile TMO |
| ------------ | ---------------------- | ------------ |
| Num          | Coureur                | Pos          |
| 211          | Eric Baumann (GER)     | 128e         |
| 212          | Matthias Kessler (GER) | 25e          |
| 213          | André Korff (GER)      | 113e         |
| 214          | Daniele Nardello (ITA) | AB           |
| 215          | Olaf Pollack (GER)     | AB           |
| 216          | Jan Schaffrath (GER)   | 56e          |
| 217          | Bram Schmitz (NED)     | 115e         |
| 218          | Christian Werner (GER) | 58e          |
| 219          | Erik Zabel (GER)       | 63e          |